# Stenelmis guangxinensis
Stenelmis guangxinensis là một loài bọ cánh cứng trong họ Elmidae. Loài này được Zhang, Yang & Zhang miêu tả khoa học năm 2003.